# Велиай, Эрьон
Эрион Велиай (алб. Erion Veliaj) — государственный и политический деятель Албании, занимает должность мэра Тираны с 21 июля 2015 года.

## Биография
Родился 17 декабря 1979 года в Тиране, Народная Социалистическая Республика Албания. Эрион получил степень бакалавра политологии в Государственном университете Гранд Вэлли, штат Мичиган, США. Затем получил степень магистра по европейской интеграции в Университете Суссекса, Великобритания.
Велиай принимал активное участие в мероприятиях общественных и международных организаций, а также в средствах массовой информации. В 2003 году он основал MJAFT!, молодежную албанскую организацию, которая получила Премию гражданского общества ООН в 2004 году. Эрион возглавлял движение MJAFT! до ноября 2007 года, а затем присоединился к European Stability Initiative — центральному органу для содействия по расширению ЕС.
В 2011 году Велиай вступил в Социалистическую партию Албании, где стал секретарём партии по вопросам молодежи и эмиграции. В 2013 году был избран членом Народного собрания. C сентября 2013 года по июль 2015 года был министром молодежи и социальной защиты населения Албании в правительстве Эди Рамы. Его сменил однопартиец Бленди Клёси.
Свободно владеет английским и итальянским языками, имеет познания в немецком и французском языках. В 2016 году принял участие в Московском урбанистическом форуме.